# Kontrastsehen
Der Begriff Kontrastsehen wird in der Augenheilkunde und Augenoptik verwendet. Um ein Objekt wahrnehmen zu können, muss es ausreichend groß sein und einen genügend hohen Kontrast zu seiner Umgebung aufweisen. Darunter wird die Grenze der Sichtbarkeit verstanden, auch Minimum visibile genannt. Diese wird dann erreicht, wenn sich Objekte, die betrachtet und auf der Netzhaut abgebildet werden, nicht mehr als Kontur und Kontrast von der sie umgebenden Leuchtdichte abgrenzen. Dies bedeutet, dass die Erkennbarkeit von Außenobjekten im Wesentlichen von der Fähigkeit des visuellen Systems abhängt, Helligkeitsunterschiede wahrzunehmen. Man kann feststellen, wie hoch der Mindestkontrast sein muss, damit sich ein Objekt von seiner Umgebung abhebt.
Zu unterscheiden ist das Kontrastsehen von der angulären Sehschärfe, auch Visus oder Minimum separabile genannt. Hierbei wird die Fähigkeit des Sehsinns ermittelt, zwei nebeneinander liegende Punkte gerade noch als solche wahrzunehmen und sie voneinander zu unterscheiden.
Bei Sehtests sind de facto sowohl Kontrast als auch Sehschärfe beteiligt -- beispielsweise bei der freiäugigen Trennung von Doppelsternen, den sogenannten Augenprüfern. Selbst bei einem guten Visus von 1 bis 2' wird hier die Trennschärfe durch Leuchtdichte-Unterschiede auf der Netzhaut auf etwa 3 bis 10' begrenzt.

## Überprüfung der Kontrastsehfähigkeit
Wenn man die Sehschärfe (Visus) einer Person mit den gleichen Optotypen, aber verschiedenen Kontraststufen prüft, so sieht man, dass die Visuswerte, die bei niedrigem Kontrast bestimmt wurden, geringer sind als jene, die bei hohem Kontrast ermittelt worden sind. Die Optotypen einer horizontalen Reihe gehören der gleichen Visusstufe an, ihr Kontrast nimmt vom Maximalwert bis zu einem Minimalwert in kontinuierlichen Schritten ab. Wenn man die Optotypen nun betrachtet, wird deutlich, dass das kleinste erkennbare Sehzeichen mit Abnahme des Kontrastes immer größer wird. Die Kurve verdeutlicht die Beziehung zwischen erreichter Visusstufe und Optotypenkontrast. Wenn bei unverändertem Kontrast die Stimulusgröße verändert wird, so bestimmt man den Visus auf verschiedenen Kontraststufen. Lässt man aber die Sehzeichengröße unverändert und reduzieren sich die Kontrastwerte, so wird die Kontrastempfindlichkeit untersucht.
Bei der herkömmlichen Visusprüfung wird das Sehvermögen anhand der Fähigkeit geprüft, kontrastreiche Objekte abnehmender Größe zu erkennen. Hierbei hat derjenige, der die kleinsten Objekte erkennen kann, das beste Sehvermögen. Alternativ können aber auch Objekte beliebiger Größe dargeboten werden, bei denen man den niedrigsten noch wahrnehmbaren Kontrast bestimmt. Am besten sieht hierbei derjenige, der die höchste Kontrastempfindlichkeit hat. Die Bedeutung dieser Untersuchung liegt darin, dass man im täglichen Leben nicht nur kleine Gegenstände und feine Details, sondern auch große Objekte mit niedrigem Kontrast erkennen muss. Die Bestimmung der Kontrastempfindlichkeit, insbesondere die Untersuchung der niedrigen Ortsfrequenzen, eignet sich daher besser als die Visusprüfung, um die Mobilität der Patienten im Raum zu beurteilen. Ebenso eignet sie sich, um die Fähigkeit einzuschätzen, Gesichter oder Gegenstände bei reduziertem Kontrast zu erkennen, etwa im Nebel oder in der Dämmerung.